# Volker Faul
Volker Faul (* 30. Oktober 1952; † 12. Oktober 2022) war ein deutscher Fußballspieler.

## Sportlicher Werdegang
Faul spielte Mitte der 1970er Jahre für den Südwest-Regionalligisten FK Pirmasens. Mit dem Klub qualifizierte er sich am Ende der Spielzeit 1973/74 für die neu eingeführte 2. Bundesliga. Unter Trainer Bernd Hoss war er dort Ergänzungsspieler, als die Mannschaft um Mannschaftskapitän Dieter Weinkauff, Torwart Klaus Pudelko, Abwehrchef Torben Nielsen, Georg Beichle und Raimund Krauth als Vizemeister der Südstaffel am Ende der Spielzeit 1974/75 gegen Bayer 05 Uerdingen um den Aufstieg in die Bundesliga spielte. Weder beim 4:4-Remis im Hinspiel, noch der 0:6-Rückspielniederlage kam er dabei zum Einsatz. Erst in der folgenden Spielzeit etablierte er sich als Stammspieler, der Klub rangierte jedoch nunmehr im mittleren Tabellenbereich und schaffte in der Spielzeit 1976/77 nur aufgrund des freiwilligen Rückzugs des davor platzierten SV Röchling Völklingen den Klassenerhalt.
Während der Spielzeit 1977/78 wechselte Faul, der mit „die Klub“ insbesondere nach einer Serie von zehn Niederlagen zum Saisonauftakt am Tabellenende rangierte, Ende Dezember 1977 zum im Aufstiegsrennen befindlichen Ligakonkurrenten FC 08 Homburg. Dabei hatte er am zweiten Spieltag bei der 1:2-Niederlage gegen den KSV Baunatal die Rote Karte gesehen und erst am zehnten Spieltag wieder ins Spielgeschehen eingegriffen. Mit den Saarländern verpasste Faul am Saisonende als Tabellendritter hinter dem SV Darmstadt 98 und dem 1. FC Nürnberg den erstmaligen Sprung in die Erstklassigkeit. In der folgenden Spielzeit rückte er unter Trainer Uwe Klimaschefski ins zweite Glied und bestritt nur noch sieben Ligaspiele.
Während Faul später hauptberuflich für ein Schuhunternehmen in Ludwigswinkel arbeitete, war er parallel als Trainer im Amateurbereich tätig. Die Sportvereinigung Ludwigswinkel führte er dabei in die A-Klasse, später kehrte er als Trainer zum FK Pirmasens zurück. Zudem trainierte er zeitweise den FC Dahn.